# خورشیدگرفتگی ۱ ژوئیه ۲۰۰۰
خورشیدگرفتگی ۱ ژوئیه ۲۰۰۰ (به انگلیسی: Solar eclipse of July 1, 2000) یک خورشیدگرفتگی از نوع خورشیدگرفتگی جزئی است. این خورشیدگرفتگی در تاریخ ۱ ژوئیه ۲۰۰۰ میلادی (‎۱۱ تیر ۱۳۷۹ خورشیدی) روی داد که زمان اوج آن، ساعت ۱۹:۳۳:۳۴ به‌وقت ساعت هماهنگ جهانی بوده‌است.